# Ad-Dachila

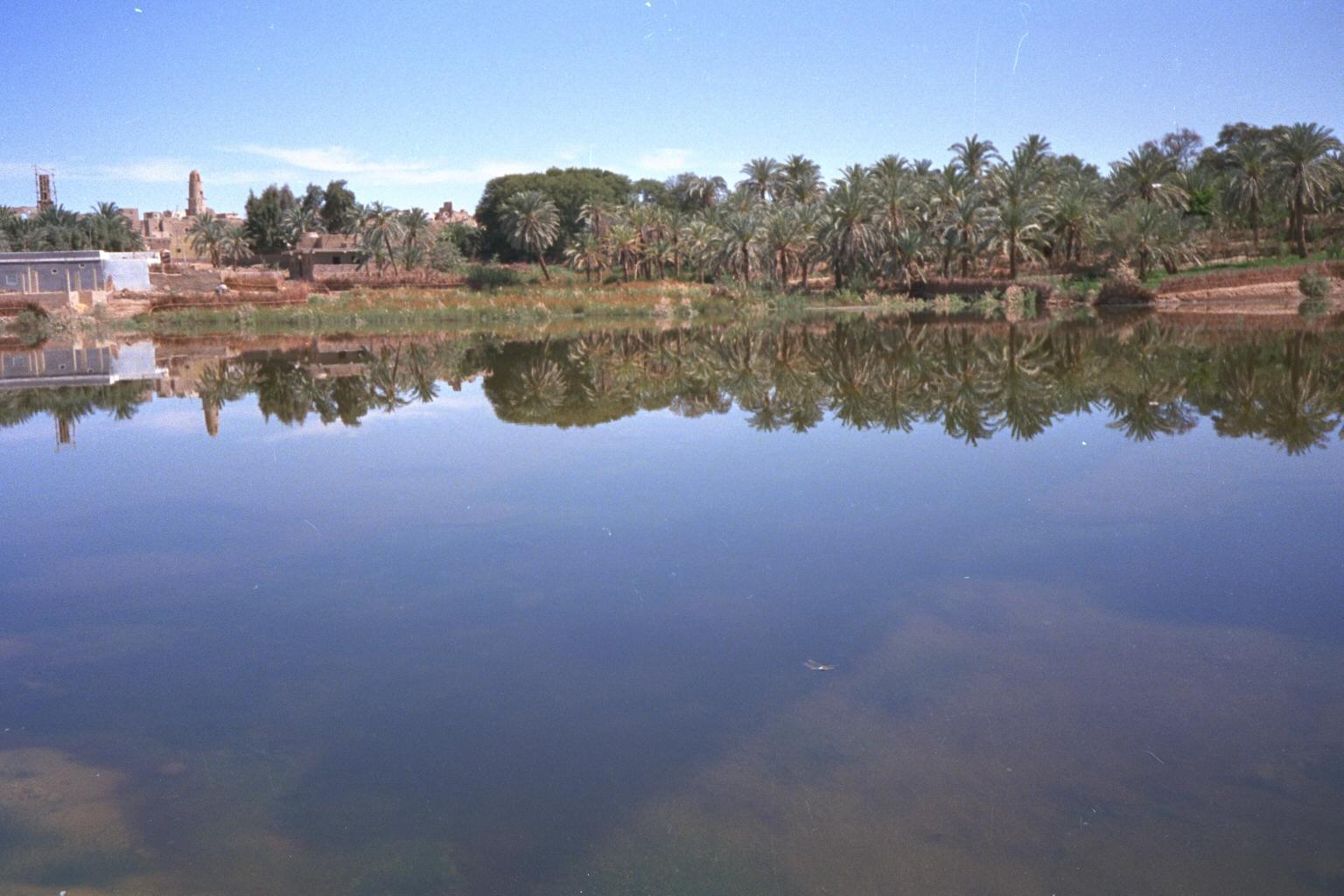
Ad-Dachila

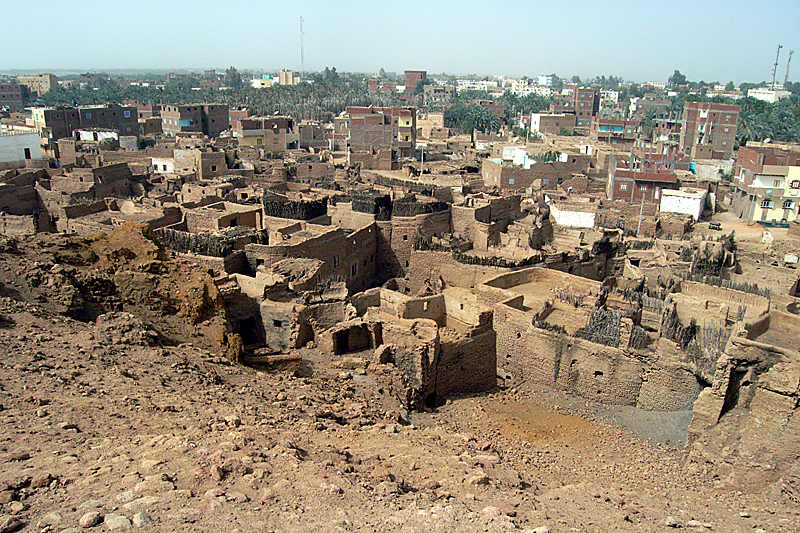
Stara dzielnica w miejscowości Mut

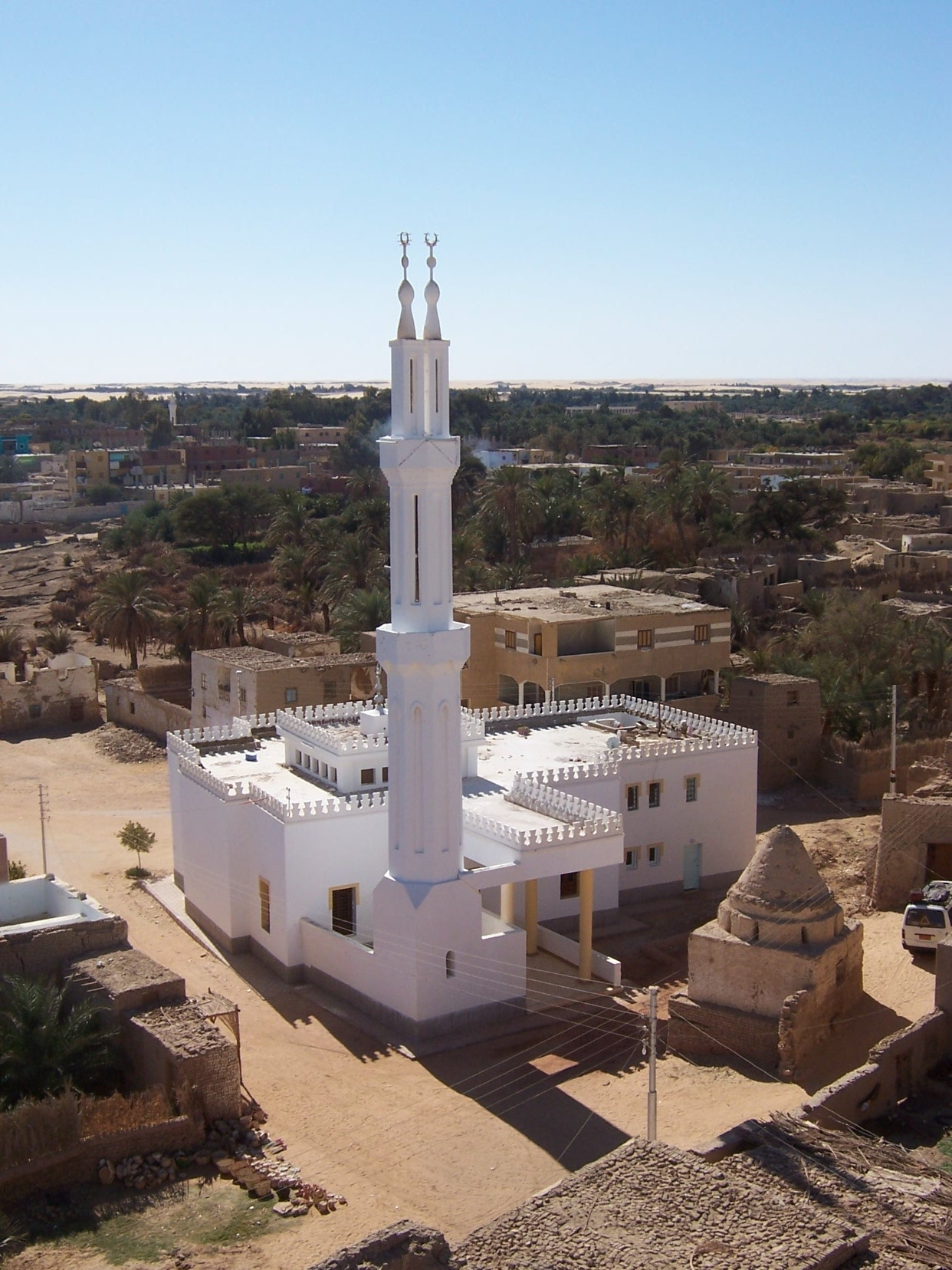
Meczet w Al-Kasr

Ad-Dachila albo Ad-Dachla (arab.   الواحة الداخلة = al-Wāhat ad-Dākhila) – grupa oaz w zachodnim Egipcie na Pustyni Libijskiej (muhafaza Nowa Dolina).
Znajduje się tu kilkanaście miejscowości (w tym dwa miasteczka – Mut i Al-Kasr), które zamieszkuje łącznie około 75 tys. mieszkańców. Jest to jedna z najgęściej zaludnionych oaz w Egipcie.
Występuje uprawa palmy daktylowej, oliwek, drzew owocowych, zbóż, winorośli i warzyw. Wydobywa się również fosforyty.
15 stycznia 2003 roku na terenie oazy była meta 13 odcinka (z Siwy) Rajdu Dakar, dzień później odbył się start do 14 odcinka rajdu z metą w Luksorze.